# La Esperanza, Zaragoza
La Esperanza är en ort i Mexiko.   Den ligger i kommunen Zaragoza och delstaten San Luis Potosí, i den centrala delen av landet, 300 km nordväst om huvudstaden Mexico City. La Esperanza ligger 1 923 meter över havet och antalet invånare är 2 054.
Terrängen runt La Esperanza är platt åt nordväst, men åt sydost är den kuperad. Terrängen runt La Esperanza sluttar brant västerut. Runt La Esperanza är det ganska glesbefolkat, med 31 invånare per kvadratkilometer. Närmaste större samhälle är Zaragoza, 4,8 km nordost om La Esperanza. Omgivningarna runt La Esperanza är i huvudsak ett öppet busklandskap.